# Reggiolo
Reggiolo (Guastallese: Rasöl) és una ciutat de la província de Reggio Emilia, Emília-Romanya, Itàlia. A 31 de desembre de 2016, Reggiolo tenia una població estimada de 9.192 habitants. Carlo Ancelotti, el famós entrenador de futbol, és natural de la ciutat, i aquí es va celebrar el funeral del corredor de Fórmula 1 Lorenzo Bandini.

## Pobles bessons
Reggiolo està agermanat amb:
- Niardo, Italy, since 2012